# Сподњи Кључаровци
Сподњи Кључаровци (словен. Spodnji Ključarovci) су насељено мјесто у општини Ормож, Подравска регија, Словенија.

## Историја
До територијалне реорганизације у Словенији били су у саставу старе општине Ормож.

## Становништво
У попису становништва из 2011. године, Сподњи Кључаровци су имали 134 становника.
| Број становника према пописима | Број становника према пописима | Број становника према пописима |
| ------------------------------ | ------------------------------ | ------------------------------ |
| 1991                           | 2002                           | 2011                           |
| 123                            | 127                            | 134                            |

Напомена: Године 1953. настала спајањем насеља Кључаровци и Ребењача која су укинута.